# Ram (tank)

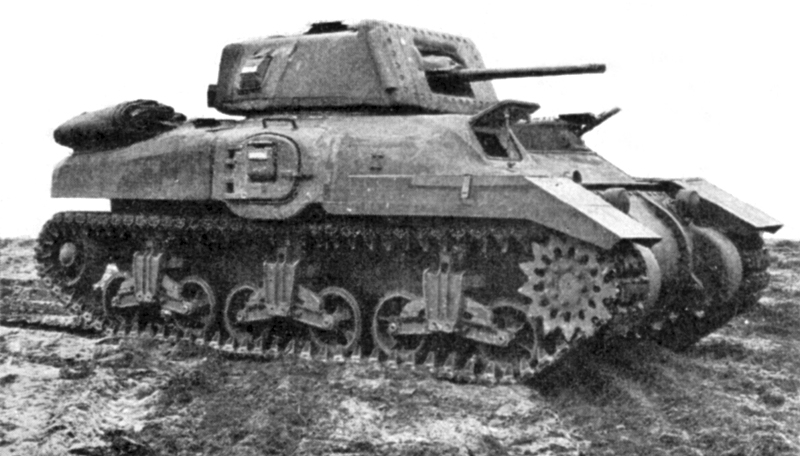
Ram 1 tank

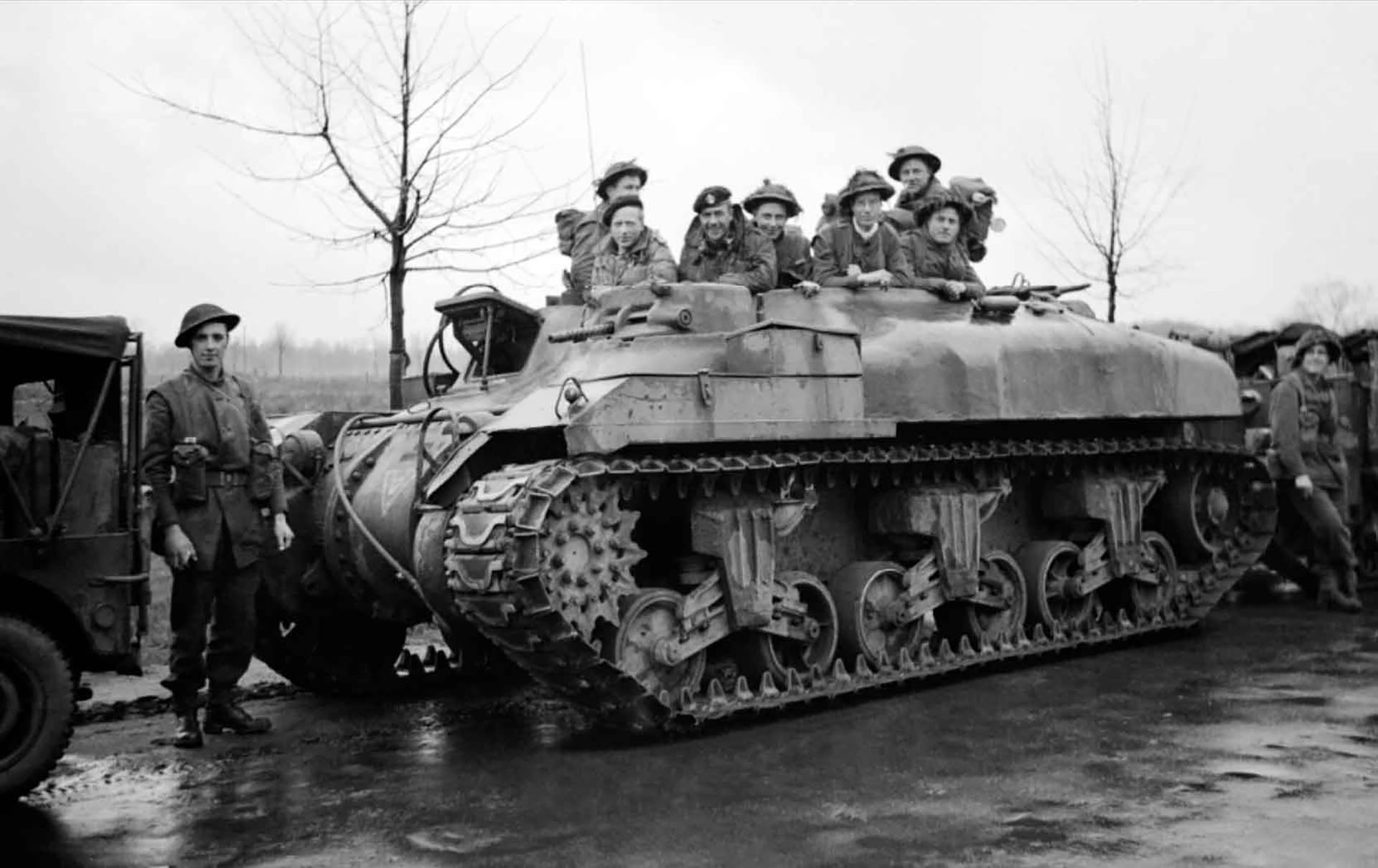
Ram Kangaroo

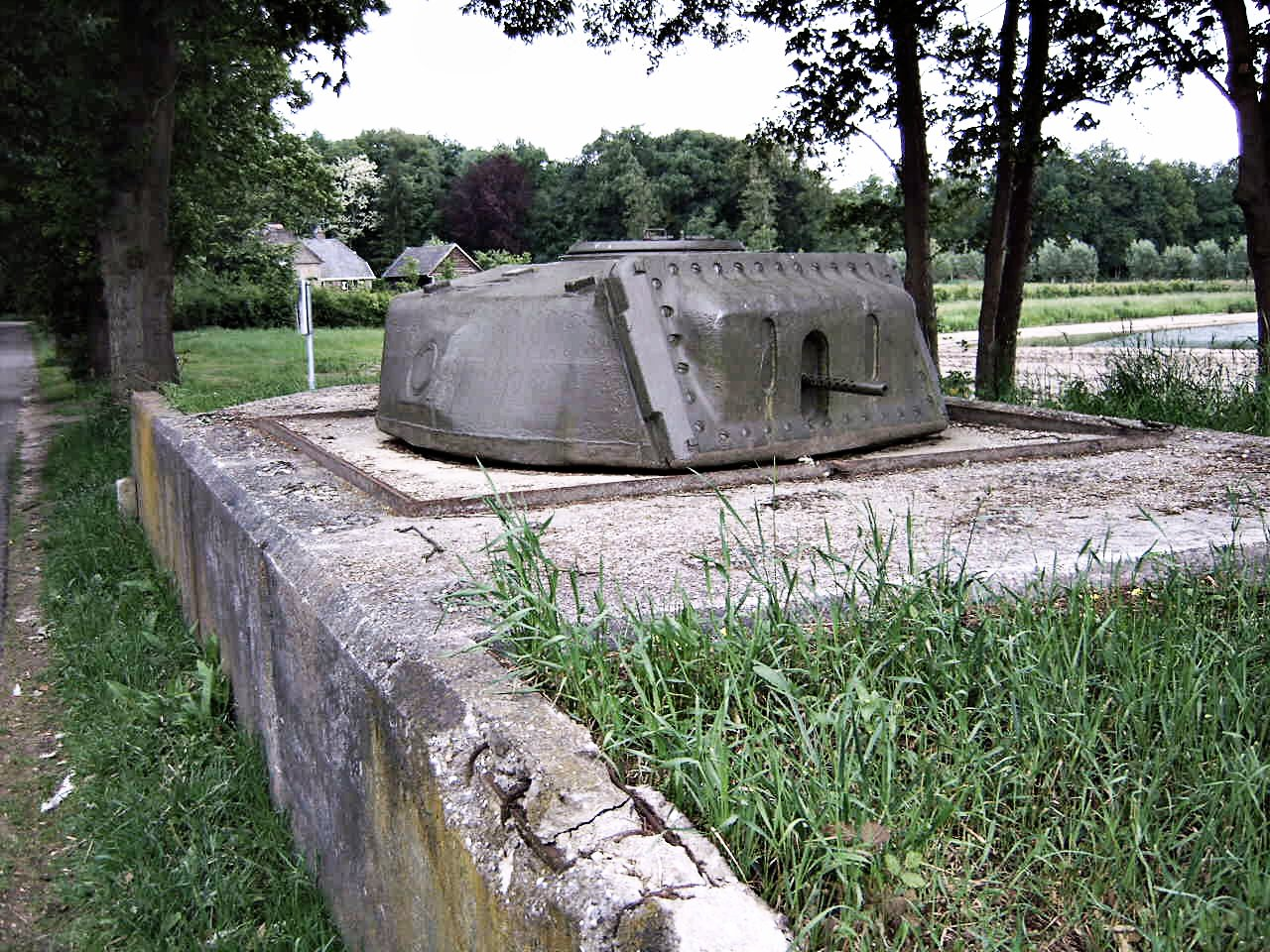
Ramkoepel in IJssellinie

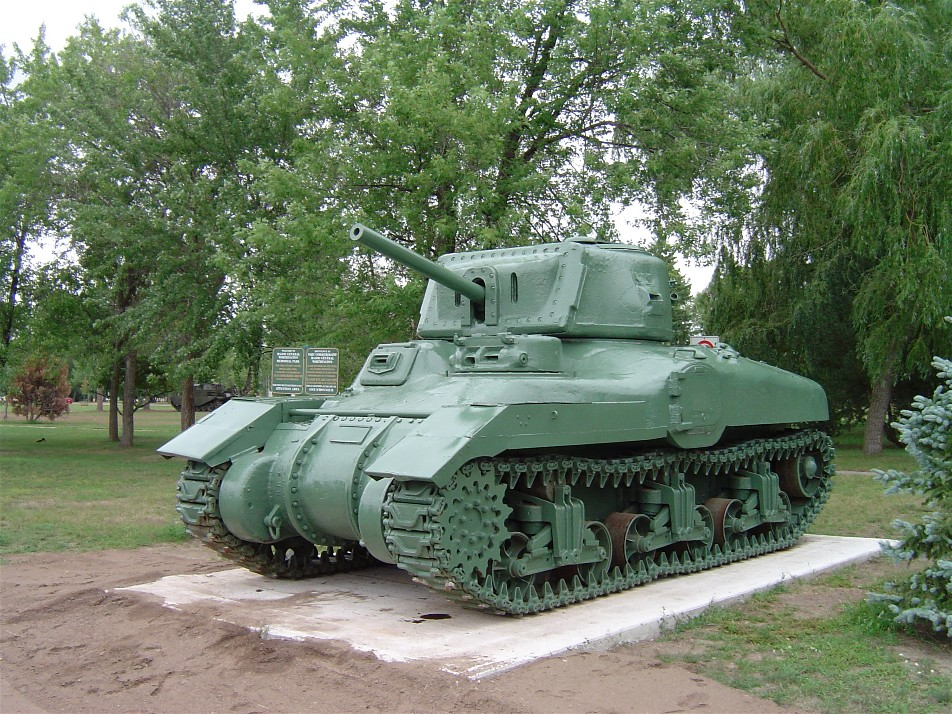
Ram tank-monument bij Canadese vliegbasis CFB Borden

De Ram was een Canadese tank uit het begin van de Tweede Wereldoorlog die werd gemaakt in samenwerking met het Britse leger. Het chassis van de M3 Grant werd gebruikt en de opbouw werd aanzienlijk gewijzigd. De tank is vooral gebruikt voor het oefenen van tankbemanningen en heeft nauwelijks aan de strijd deelgenomen. Latere varianten zijn wel actief ingezet, zoals de Kangaroo. Het Nederlandse leger heeft na afloop van de oorlog enkele tientallen exemplaren gebruikt.

## Inleiding
Tijdens de evacuatie van het Britse expeditionaire leger vanuit Duinkerke bleef al het zware materieel achter. Hierop schatten de Canadezen dat er de eerste twee jaar geen Britse tanks voor hen beschikbaar zouden zijn als zij betrokken zouden raken in een landoorlog aan het westfront. Ook de optie om Amerikaanse tanks te importeren was onrealistisch, omdat het Verenigd Koninkrijk prioriteit had voor leveringen. De conclusie was dus dat tanks voor het Canadese leger in eigen land geproduceerd moesten gaan worden.
Aan het begin van de Tweede Wereldoorlog werd Canada door het Britse leger snel betrokken bij de productie van oorlogsmaterieel. Het kreeg onder andere opdrachten voor de bouw van honderden Valentinetanks. De productie verliep problematisch en de Canadian Joint Committee on Tank Development besloot in september 1940 dat een volgende tank gebaseerd moest zijn op een Amerikaanse tank en niet op een Brits ontwerp.

## Beschrijving
De Amerikaanse M3 Grant was reeds in productie genomen maar het ontwerp stuitte op bezwaren van Canadese en Britse kant. In samenwerking met de British Tank Mission werd besloten op het bestaande chassis van de M3, inclusief de motor en versnellingsbak, de romp en koepel te herontwerpen. Voor de hoofdbewapening ging men uit van een 6-ponder (57 mm) of het 75mm-kaliberkanon van de M3 Grant in een 360 graden draaiende geschutskoepel.
In juni 1941 was het eerste prototype gereed en na tests kwam de tank in november van dat jaar in productie bij Montreal Locomotive Works. Door een gebrek aan beide zware kanonnen werden de eerste vijftig Ramtanks met een 2-ponderkanon uitgerust (40 mm). De Ram 1-versie en de eerste exemplaren van de Ram 2-serie hadden deuren in de zijkant van de romp en een coaxiaal gemonteerde machinegeweer in de geschuttoren. De deur was een zwakke plek en werd later verwijderd, net als het machinegeweer in de toren. Vanaf februari 1942 werd het 6-ponderkanon gemonteerd in de Ram 2-tanks. De productie van deze versie liep door tot juli 1943. Tot het staken van de productie waren er 1948 Ramtanks en 84 artillerieobservatievoertuigen geproduceerd.

## Gebruik
De Ram is vrijwel nooit in de strijd ingezet en werd vooral gebruikt bij de opleidingscentra voor tankbemanningen in Engeland. Veel Ramtanks zijn in latere jaren van de oorlog nog verbouwd tot gepantserd infanterietransportvoertuig, ook wel Kangaroo genoemd. De geschuttoren en andere niet-noodzakelijke apparatuur werden verwijderd zodat er ruimte was voor elf soldaten. De soldaten waren zo enigszins beschermd en de Kangaroo kon de tanks in het terrein volgen.
In 1945 kreeg het Nederlandse leger diverse Ramtanks in haar bezit. Deze waren door het Canadese leger achtergelaten na de bevrijding. De tanks waren in slechte staat van onderhoud en het lukte het leger niet om voldoende exemplaren gebruiksklaar te krijgen om twee tankbataljons te bewapenen. In 1947 volgden nog eens 44 Ramtanks van het Britse leger. Deze waren beter onderhouden en veertig exemplaren waren voorzien van een 75mm-kanon. Vanaf 1952 werden de tanks vervangen door de Centuriontank.
Diverse Ramtanks zijn nog gebruikt bij de verdediging van de IJssellinie in tankkazematten. Ze werden ingegraven en in beton gegoten en werden zo statische verdedigingsposten.